# سیارک ۸۴۴۸
سیارک ۸۴۴۸ (به انگلیسی: 8448 Belyakina، نامگذاری:1976UT1) هشت هزار و چهارصد و چهل و هشتمین سیارک کشف شده‌است که در ۲۶ اکتبر ۱۹۷۶ کشف شد.
قدر مطلق سیارک برابر ۱۴٫۶۰ است.